# Pseudodiamesa subnivosa
Pseudodiamesa subnivosa är en tvåvingeart som beskrevs av Linevich och Makarchenko 1989. Pseudodiamesa subnivosa ingår i släktet Pseudodiamesa och familjen fjädermyggor. Inga underarter finns listade i Catalogue of Life.